# 감마 3호 우주대작전
감마 3호 우주대작전(ガンマ3號 宇宙大作戰, Gamma #3 Big Military Space Operation)은 일본, 미국에서 제작된 후카사쿠 킨지 감독의 1968년 공포, SF 영화이다. 로버트 호턴 등이 주연으로 출연하였고 월터 맨리 등이 제작에 참여하였다.

## 출연

### 주연
- 로버트 호턴
- 루시아나 팔루치

### 조연
- 리차드 재켈
- 버드 위덤

## 제작진
- 협력프로듀서: 윌리엄 로스